# 미켈레 플라치도
미켈레 플라치도(Michele Placido, 1946년 5월 19일 ~ )는 이탈리아의 배우이자 영화 감독이다.

## 출연 작품
- 칼리버 9: 마피아 워 (2020)
- 플라비오 - 트리뷰토 아 플라비오 부치 (2018)
- 수부라: 라 세리에 (2017)
- 세븐 미니츠 (2016)
- 너만을 사랑해 (2015)
- 아이테이커 - 이탈리안스 낫 얼라우드 (2012)
- 라짜 바스타르다 (2012)
- 더 룩아웃 (2012)
- 툴파 (2012)
- 매뉴얼 오브 러브 3 (2011)
- 발라자스카 (2010)
- 오기 스포시 (2009)
- 왓 두 유 노우 어바웃 미 (2009)
- 원대한 꿈 (2009)
- 블러드 오브 더 루저스 (2008)
- 피아노, 솔로 (2007)
- 굿바이 키스 (2006)
- 악어 (2006)
- 언노운 우먼 (2006)
- 범죄 소설 (2005)
- 피의 향기 (2004)
- 일 포스티노 델 아니마 (2003)
- 사랑이라 불리는 여행 (2002)
- 라메리카 (1994)
- 드러그 워 (1992)
- 토마토 (1990)
- 아프칸 침공 (1990)
- 인생의 반전 (1988)
- 피자 커넥션 (1985)
- 시실리 마피아 (1984)
- 쓰리 브라더스 (1981)
- 리프 인 더 다크 (1980)
- 어네스토 (1979)
- 초원 (1979)
- 남자들이 조심해야 할 여덟가지 타입의 여자 (1979)
- 최후의 시실리 (1978)
- 비치 하우스 (1977)
- 모세 (1975)